# Florence Devouard
 For alternative betydninger, se Florence (flertydig). (Se også artikler, som begynder med Florence)
Florence Nibart-Devouard (født 10. september 1968) var formand for Wikimedia Foundation fra oktober 2006 til juli 2008.
Devouard blev født i Versailles i Frankrig. Hun voksede op i Grenoble og har boet i flere forskellige franske byer samt Antwerpen i Belgien og i Arizona, USA. Hun bor nu i Clermont-Ferrand i Frankrig og er gift og har tre børn.
Devouard er ingeniør i agronomi ved ENSAIA. Hun har også en DEA-grad (svarende til en masteruddannelse) i genetik og bioteknologi fra INPL. Hun har arbejdet indenfor både genetisk og mikrobiologisk forskning.